# ジュピター (ニホンザル)

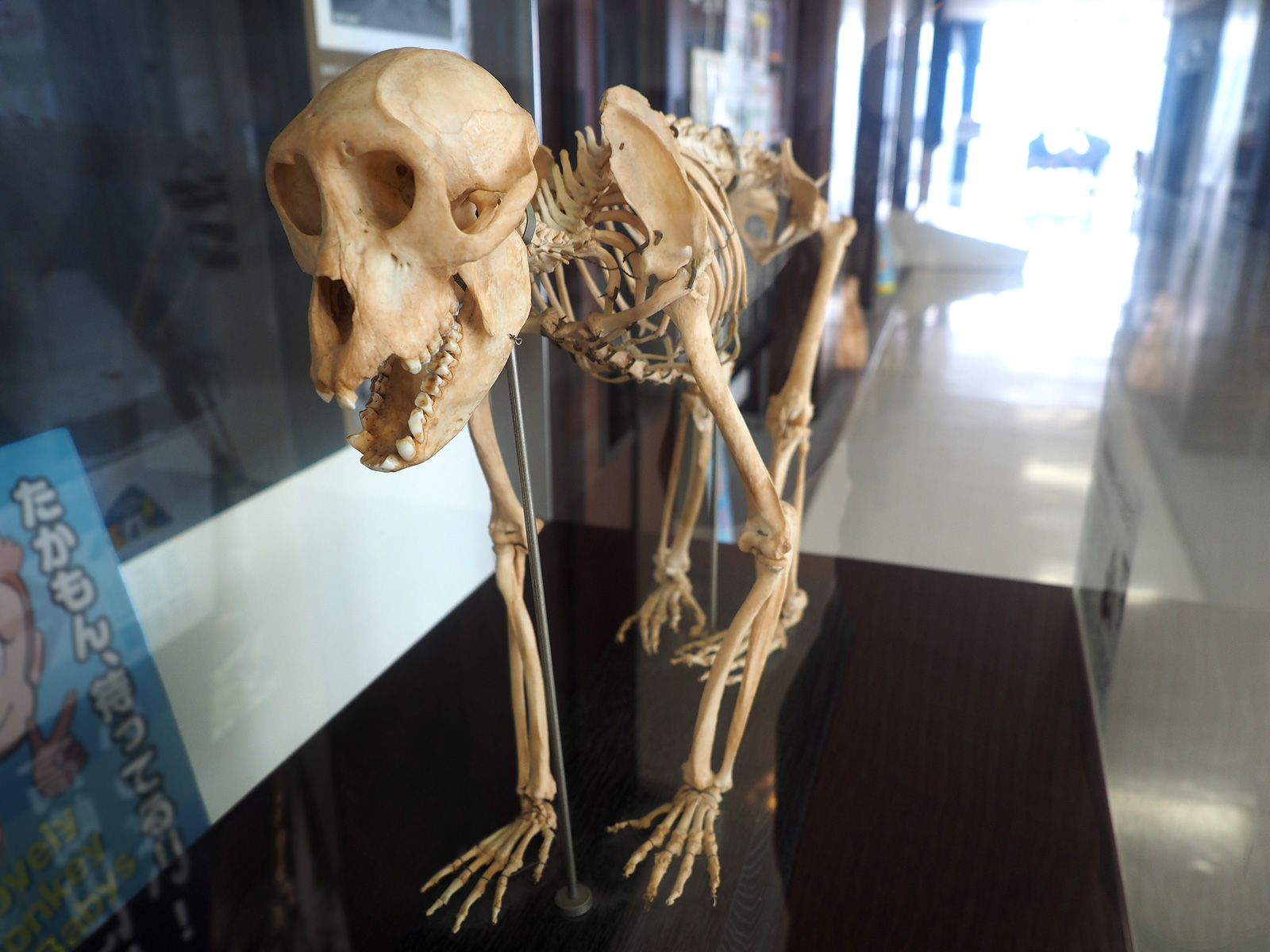
ジュピターの骨格標本
高崎山自然動物園の展示施設「高崎山おさる館」内

ジュピターは、大分県大分市高崎山の高崎山自然動物園のニホンザルで、A群の初代αオス（ボス猿）。

## 概要
霊長類学者で高崎山のニホンザルの調査を行った京都大学教授の伊谷純一郎がローマ神話の主神ジュピターから名付けた。
「ボス猿」という呼称を日本で最初に使ったのは高崎山であるとされるが、1950年代に行われた生態調査で約160頭の群れを率いていることが確認され、日本で初めて「ボス猿」と呼ばれたのがジュピターであった。
αオスとしての在任期間は、1952年（昭和27年）から死亡が確認された1961年（昭和36年）までの8年2ヶ月で、これは歴代4位の記録である。αオスとして、ミミナシと呼ばれる離れザルと激しい対立を繰り広げたとされる。なお死体が発見されたのは1961年（昭和36年）1月18日である。

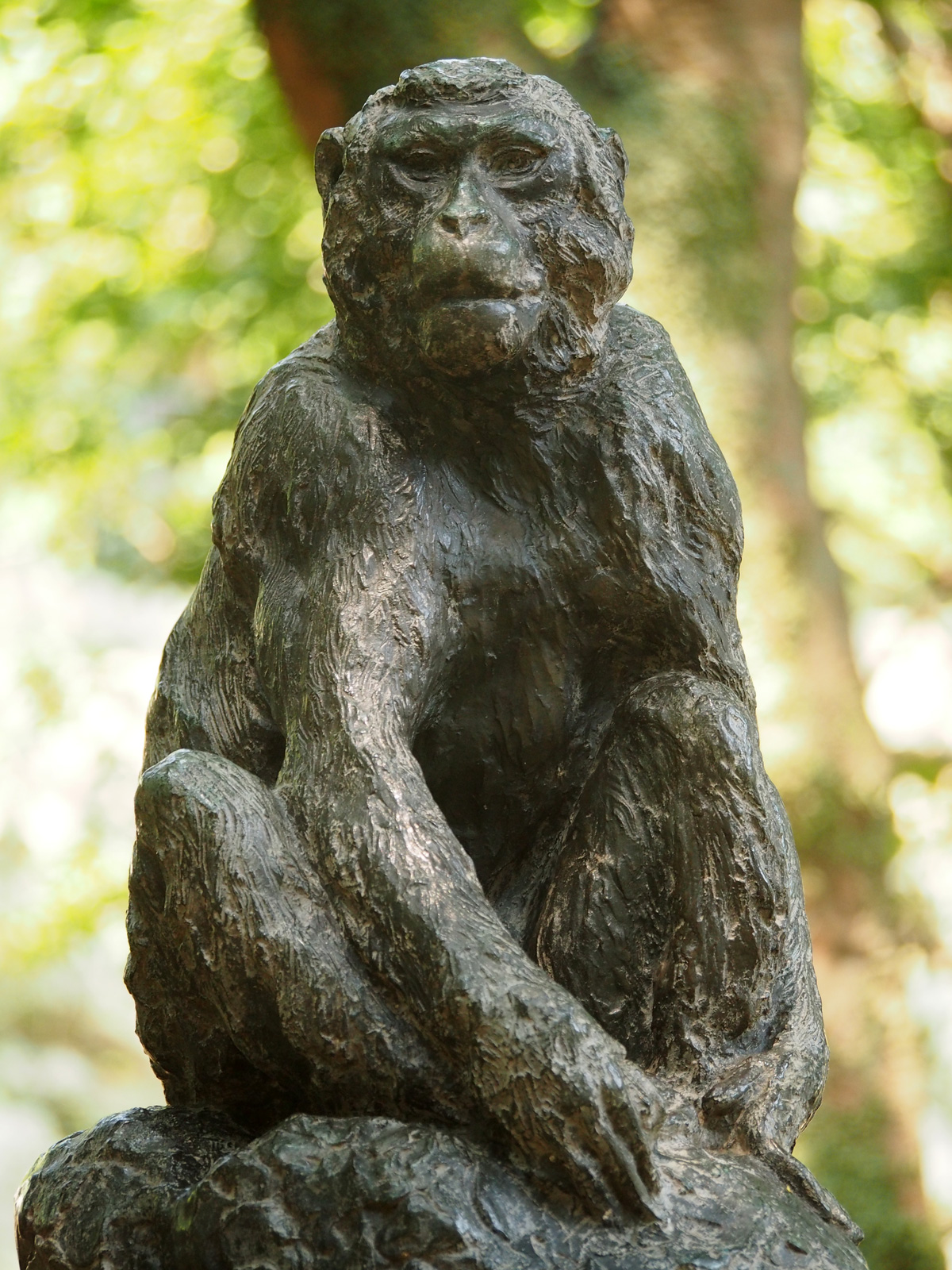
高崎山自然動物園内に設置されているジュピター像

1962年（昭和37年）には、開園10周年を記念して大分県出身の彫刻家朝倉文夫によってジュピター像が制作された。
ジュピターはその死後に骨格標本とされたが、当時の高崎山には展示施設がなかったので、標本は愛知県犬山市の日本モンキーセンターで展示された。それから40年以上が経過した2004年（平成16年）4月、高崎山自然動物園に展示施設「高崎山おさる館」が開館したことにより、標本は同年7月から同館で展示されることになった。返還に当たっては、日本モンキーセンターおよび高崎山の両方で式典が催された。